# 2014年英联邦运动会开幕典礼
英国当地时间2014年7月23日23:40，第20届英联邦运动会开幕典礼在苏格兰格拉斯哥凯尔特人公园球场举行。71名运动员手持国家和地区旗帜，带领所属国家代表团游行到体育场。英女王伊丽莎白二世宣布运动会正式开幕，并称英联邦有“共同理想和抱负”和团结各成员的纽带。
演出动用约2000名演员，包括卡伦·邓巴、约翰·巴罗曼、罗德·斯图尔特、苏珊·波伊尔、巴古拉·贝内德蒂、朱莉·弗丽丝，还有来自国际空间站的贺电。倒计时拉开了典礼的大幕，随后苏格兰演员伊万·麦克格雷格的视频诠释了赛事与联合国儿童基金会的合作伙伴关系。基金会为了拯救和改变孩子们的生活，而与赛会达成独特的合作伙伴关系，旨在“利用体育给予每一位苏格兰儿童的力量，造福所有英联邦国家和地区的儿童”。
BBC一台全程转播开幕礼 ，全世界预计有10亿电视观众，有900万英国观众收看典礼。
随后，女王到场，红箭飞行表演队致敬。会场出现由体育科技提供的欧洲最大LED屏幕。苏格兰首席大臣亚历克斯·萨尔蒙德欢迎到场观众和参赛者，并带领大家为马来西亚航空17号班机空难遇难者默哀。女王接力棒最后一棒克里斯·霍伊，将接力棒交给英联邦运动会组委会主席伊姆兰王子殿下。王子在女王的注视下，费了很久，才打开了藏在接力棒里的传递消息。